# داماريس كودورث ماشام
داماريس، السيدة ماشام (بالإنجليزية: Damaris Masham)‏ (18 يناير عام 1659 - 20 أبريل عام 1708)، كانت كاتبة إنكليزية وفيلسوفة وعالمة لاهوتية ومدافعة عن حقوق تعليم المرأة ومناصرة للحركة النسوية الأولى. تغلبت على ضعف بصرها وعدم وصولها إلى التعليم العالي الرسمي لتفوز بتقدير كبير في مجتمع المفكرين البارزين حينها. نشرت ماشام كتابين مع قيامها بمراسلات واسعة النطاق، مثل «خطاب حول حب الله (1696)» و«الأفكار المٌشيرة إلى حياة فاضلة أو مسيحية (1705)». واشتهرت ماشام على وجه الخصوص بصداقتها الطويلة ذات التأثير المتبادل مع الفيلسوف جون لوك.

## الخلفية العائلية

### النشأة

#### الموقر والبروفسور رالف كودورث (1617 - 1688)
داماريس كودورث التي ولدت في 18 يناير عام 1659، هي ابنة الموقر والبروفسور رالف كودورث وزوجته داماريس كودورث (كرادوك قبل الزواج) (توفيت في عام 1695)، وُلدت ماشام بعد خمس سنوات من حصول والدها على درجة الماجستير في كلية المسيح في جامعة كامبريدج (وهو المنصب الذي شغله لبقية حياته).
رالف كودورث، وهو كلاسيكي بارز وأستاذ جامعي في اللغة العبرية ويشغل أحد الكراسي الملكية، تلقى تعليمه في بيئة غير مستوفية لشروط كلية إيمانويل خلال ثلاثينيات القرن العشرين. سبق لكل من والده، رجل الدين والقس الملكي والموقر والدكتور رالف كودورث (1572 / 3 - 1624)، وزوج والدته، رجل الدين جون ستوتون (1593 - 1639)، أن درسا وحصلا على منح دراسية هنالك. وقد شغل رالف منصب رئيس جامعة آلير في سومرست (حيث وُلد).
أصبح شخصية بارزة في كلية كامبريدج الأفلاطونية، وصبّ سعة اطلاعه وإبداعه الهائلين في عمله العظيم «النظام الفكري الحقيقي للكون» (والذي وصل الجزء الأول الجوهري منه إلى مرحلة الجاهزية بحلول عام 1671، ونُشر عام 1678).
دحض رالف الحتمية الإلحادية بشكل صريح، وتطورت أعماله في نقد جوانب اللاهوت الكالفيني في ضوء شبه المعاصر، رينيه ديكارت، وفي معارضة توماس هوبز.

#### داماريس كرادوك أندروز (توفي عام 1695)
تزوجت والدتها داماريس ابنة داماريس وماثيو كرادوك اللندني (والذي توفي عام 1641)، لأول مرة من التاجر اللندني توماس أندروز (توفي عام 1653) (وهو ابن لورد كومنويلث وعمدة لندن السير توماس أندروز)، الذي امتلك العديد من الإخوة والأخوات غير الشقيقين.
تزوجت زوجة والد أمها ربيكا (أرملة ماثيو كرادوك) لاحقاً من أفلاطوني الدراسة بنيامن ويتشوت، وتزوجت ابنة أخيها والد صديقها الدكتور جون ورثينجتون (في عام 1657).
من جهة عائلة والدتها، كانت داماريس (السيدة ماشام) ابنة عم زاكاري كرادوك، عميد كلية إيتون (1690 - 1695)، وصموئيل كرادوك، مدرس غير تقليدي في كلية ويكهامبروك في سوفولك (تعلم كلاهما في كلية إيمانويل في كامبريدج في الفترة التي امتدت ما بين الأربعينيات والخمسينيات).
داماريس أندروز (توفيت عام 1677)، وهي أخت داماريس كودورث غير الشقيقة، تزوجت من إدوارد أبني، طالب وخريج وزميل في كلية المسيح (منذ عام 1649)، والذي حصل على الدرجة العليا في الدكتوراه في كلا القانونين (دكتوراه في العلوم القانونية) واستقال من منحته الدراسية ليتزوجها (في عام 1661).
جون أندروز (المتوفى بعد عام 1688) هو أخوها غير الشقيق، درس أيضاً في كلية المسيح (من عام 1644) وحصل على منحة دراسية هنالك (حتى نحو عام 1675)، وأما أخوها غير الشقيق الآخر، ماثيو أندروز (توفي في عام 1674)، فقد دخل كلية كوينز في كامبريدج (1663 / 1664)، وكان زميلاً هناك عند وفاته.
في حين أن شقيقها تشارلز كودورث، الذي توفي في الهند (عام 1684)، والذي لاحظ عاطفة لوك الرقيقة اتجاه ماشام، ربما يكون قد تلقى تعليمه في كلية تريتني في كامبريدج؛ التحق إخوتها الآخرون بكلية المسيح: جون كودورث (وهو طالب جامعي في عهد جون أندروز، ومن ثم زميل ومحاضر في اليونانية (1672 - 1684)، وتوماس كودورث.

## التعليم
على الرغم من أن حياة ماشام المبكرة لم تترك أي سجل للتعليم المدرسي الرسمي، إلا أن السياق الجامعي غير المعتاد لبيئتها الأسرية (ومعرفتها بدائرة والدها الأفلاطونية) أعطاها مزايا ورؤى ثاقبة في عصر لم يكن فيه التعليم العالي متاحاً بشكل طبيعي للنساء.
انتشرت الادعاءات بأنها تعلمت على يد والدها، أو أُدينت بتطوير فكرها الخاص إلى جون نوريس (شريك مبكر اختلفت معه)، وهو أمر لم يكن ضرورياً إلى حدٍ ما: فقد كانت شابة ذكية تعيش في منزل رائع من الأكاديميين المنغمسين بالحياة الجامعية. أكدت داماريس نفسها على أهمية تأثير الأم على تعليم الطفل.
تُظهر رسائلها المبكرة إلى جون لوك خبرتها في الخطاب الفلسفي، وقدرتها على مناقشة وجهات نظر أفلاطونية والدها وامتلاكها المعرفة بالعديد من الأعمال الأفلاطونية. عُرفت جيداً بحلول عام 1682 في مجال الفلسفة المُعاصرة. وقد كان هذا كله بالرغم من ضعف بصرها الذي أثر على قدرتها على القراءة بنفس مقدار غزارة رغبتها في القراءة.
لا يوجد أي سجل طبي لهذا: أشار جون نورس إلى «عماها» في تأملاته حول سلوك الحياة البشرية (في عام 1690)، ولكن هذا كان بياناً عارضته هي نفسها وصححته. أشار جون لوك إلى بصرها في مراسلاته مع فيليب فان ليمبورك. تحققت رغم هذا الضعف في بصرها دعوتها العلمية التي كانت تُعتبر غير عادية بالنسبة للمرأة في ذلك الوقت.

## الزواج (في عام 1685) والأمومة
في عام 1685، تزوجت داماريس كودورث (بعمر 26 عاماً) من السير فرانسيس ماشام الحاصل على رتبة بارون الثالثة (حوالي عام 1646 - 1723) من مانور أوف أوتس في هاي لافر في مقاطعة إسيكس (والتي سميت لاحقاً على اسم السيدة ماشام). 
حصلت هي والسير فرانسيس (الأرمل بالفعل، (لزوجته السابقة ماري سكوت) ووالد لثمانية أطفال، بمين فيهم القاضي صموئيل واللورد الأول ماشام (1678 / 1758،9) على ابن واحد: فرانسيس كودورث ماشام (توفي عام 1731). لا يُعرف سوى القليل عن علاقتهما الشخصية: الزواج يوفر الأمن بحد ذاته، حتى ولو لم يحقق تقدم اجتماعي أو تعليمي كبير.
عندما توفي والدها رالف كودورث في عام 1688: ترك لها كمية كبيرة من الكتب الإنكليزية الموجودة في مكتبته كما ينبغي لها أن تختار.

## المراسلات والمنشورات
حافظت منذ أوائل العشرينيات من عمرها على علاقة شخصية وثيقة مع جون لوك (خلال الفترة المتبقية من حياته). ربما جُمعوا من قِبل صديقهم المشترك إدوارد كلارك. التقيا في وقت ما قبل عام 1682 وتبادلوا العديد من الرسائل الشخصية التي كانت غالباً رسائل غزلية.
وصفها لوك في رسالة بعثها إلى فيليب فان ليمبروخ: «إن السيدة نفسها ضليعة في الدراسات اللاهوتية والفلسفية، ومن هذا الإدراك لن تجد الكثير من الرجال الذين لا تتفوق عليهم في ثروة المعرفة بل وتربح فيها».
امتلكت هي ولوك اهتماماً كبيراً لبعضهما البعض في صداقتهما ودراستهما، إذ استقر لوك في منزلها (منذ عام 1691 وحتى وفاته في عام 1704).